# Астероксилон
Астероксило́н (лат. Asteroxylon) — рід найдавніших примітивних викопних рослин — псилофітів. 
Астероксилони мали підземні повзучі кореневища (справжніх коренів не було), від яких відходили надземні, вкриті листоподібними лусочками стебла з дихотомічно розгалуженими бічними гілками, іноді голими, частіше також вкритими лусочками. Центральний провідний циліндр стебла астероксилона на поперечному розрізі має вигляд зірки, звідки й назва рослини ( грец. αστηρ — зірка, ξυλον — дерево). 
Рештки астероксилонів відомі з середнього девону Казахстану, Західного Сибіру, Китаю, Німеччини, Шотландії.